# Referendum costituzionale in Kirghizistan del 2016
Il referendum costituzionale in Kirghizistan del 2016 si è svolto domenica 11 dicembre 2016.

## Contesto

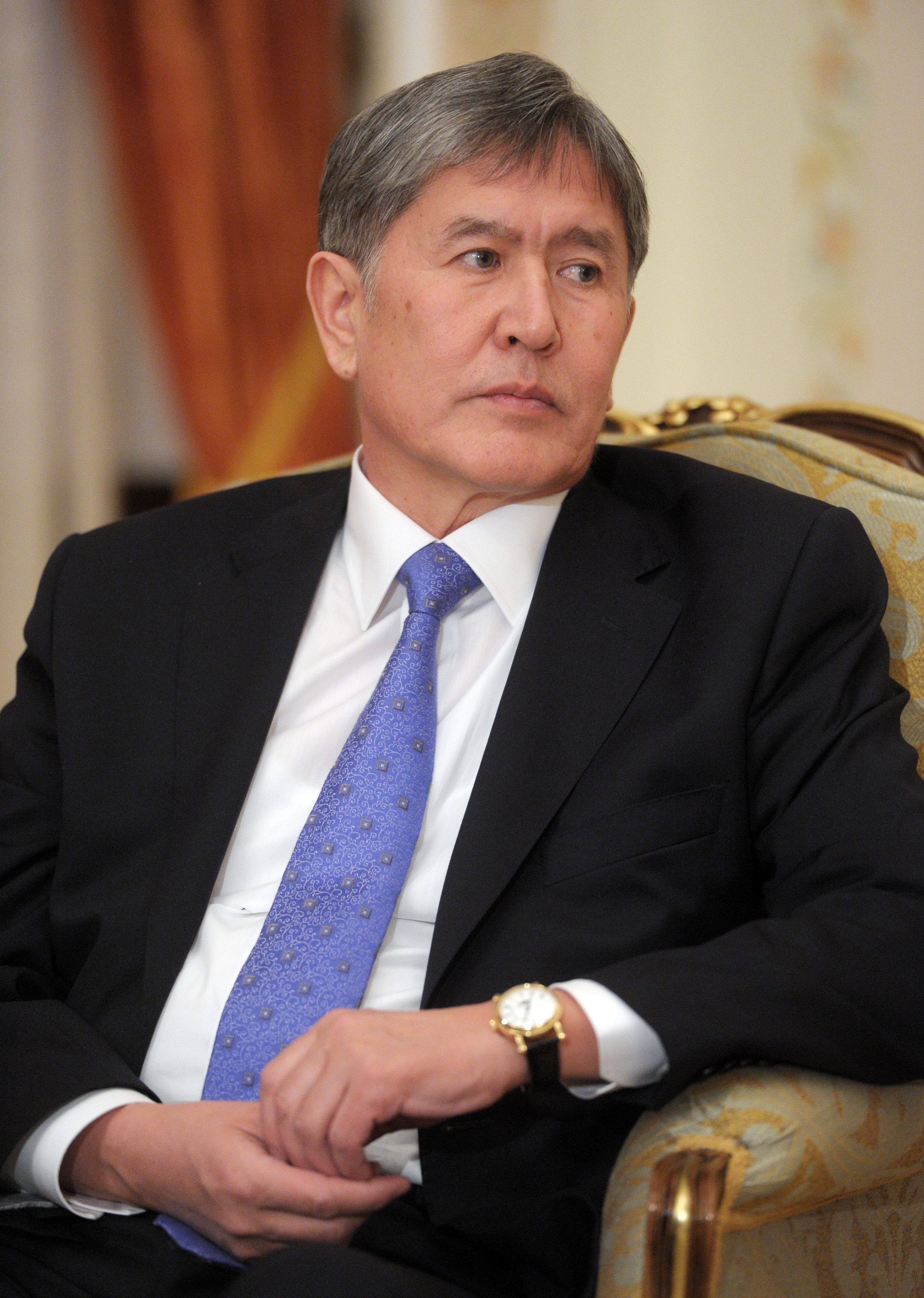
Almazbek Atambaev, presidente nel 2016.

Dopo l'indipendenza, la nuova costituzione venne introdotta nel 1993. Successivamente, sono state effettuate diverse modifiche costituzionali, approvate dai referendum negli anni 1996, 1998, 2003, 2007 e 2010. L'ultima costituzione vigente, approvata nel 2010, proibiva di effettuare modifiche per 10 anni, ovvero fino al 2020; tuttavia durante la campagna referendaria è emerso che il testo originale della costituzione emendata del 2010, sottoscritta dalla presidente della Repubblica Roza Otunbaeva, è andato perduto.

## Proposta approvata
Gli emendamenti costituzionali includono un aumento dei poteri del primo ministro e del Consiglio supremo e una riforma del potere giudiziario. Inoltre, nella costituzione viene stabilito che il matrimonio può avvenire esclusivamente "tra un uomo e una donna", e non più "tra due persone": tale modifica, che di fatto impedisce il matrimonio gay, è stata criticata dal Consiglio d'Europa.
La riforma è stata sostenuta da cinque partiti, mentre è stata criticata dai partiti di opposizione che temevano che il presidente della Repubblica Almazbek Atambaev (non più rieleggibile nel 2017) volesse diventare primo ministro, anche se lo stesso ha smentito tale ipotesi.

## Risultati
| Preferenza             | Voti      | %     |
| ---------------------- | --------- | ----- |
| Sì                     | 912.268   | 83,87 |
| No                     | 175.487   | 16,13 |
| Schede nulle e bianche | 57.930    | –     |
| Totale                 | 1.145.685 | 100   |
| Elettori/affluenza     | 2.851.952 | 40,17 |
| Fonte: Kabar           |           |       |